# Abe Saperstein
Abraham M. "Abe" Saperstein (Londres, Inglaterra, 4 de julio de 1902-15 de marzo de 1966) fue el fundador y entrenador del equipo de los Savoy Big Five, que posteriormente serían mundialmente conocidos como los Harlem Globetrotters.

## Biografía

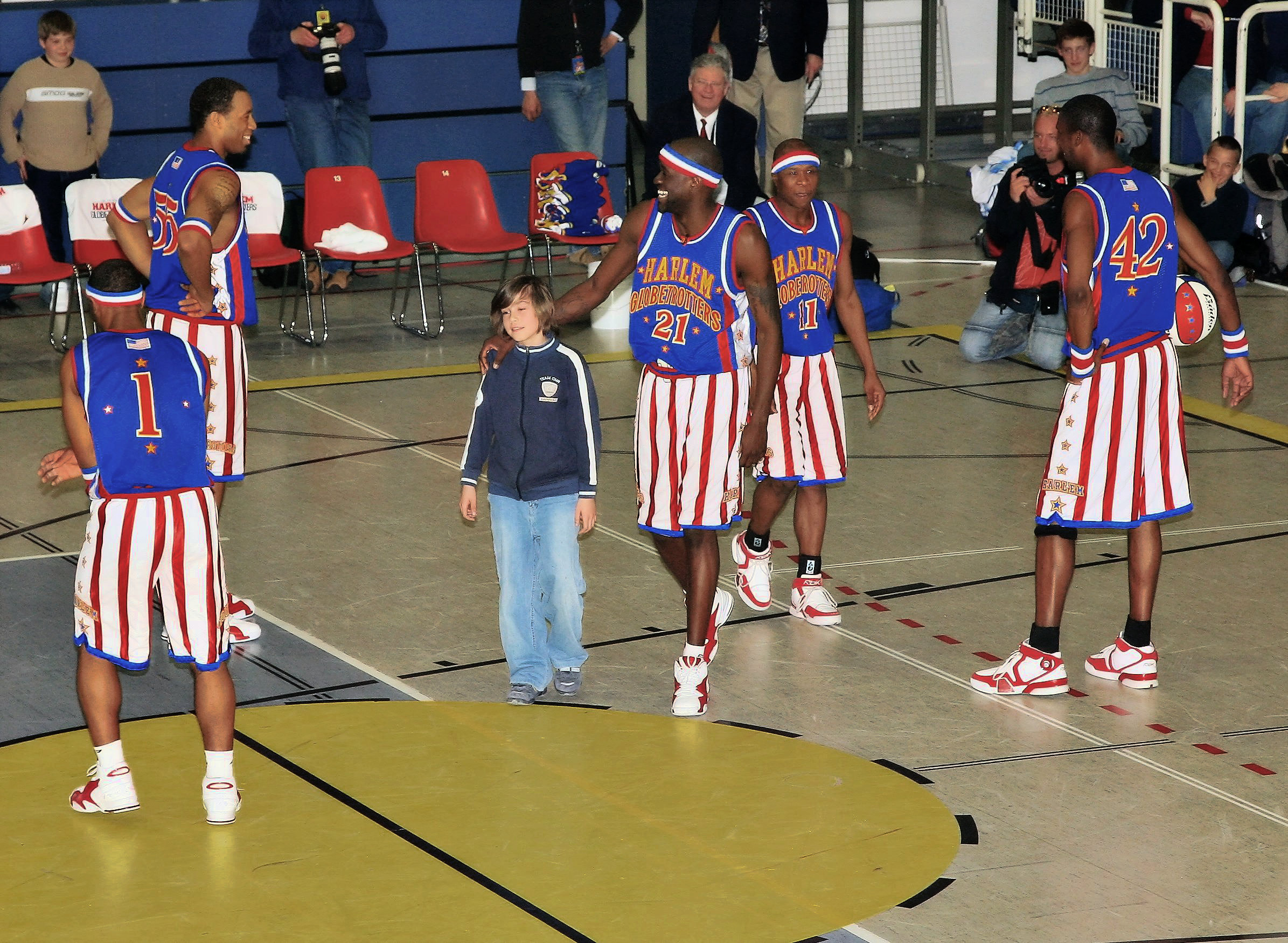
Los Harlem Globetrotters, en la actualidad.

Nacido en Londres, se trasladó junto con su familia a Chicago, en los Estados Unidos, cuando sólo tenía 6 años de edad. Asistió a la Universidad de Illinois, donde a pesar de haber sido un atleta completo en el instituto (jugó al baloncesto, al béisbol y compitió en atletismo), no entró en el equipo de baloncesto. A pesar de medir únicamente 1,65 metros de altura, jugó semiprofesionalmente al baloncesto como base en los Chicago Reds entre 1920 y 1925. Además, jugó también en las ligas menores de béisbol.
En 1926 se hizo cargo del equipo de los Savoy Big Five, que jugaba sus partidos espectáculo en el Savoy Ballroom de Chicago, consiguiendo su primer contrato fuera de la ciudad el 7 de enero de 1927, cuando cobró 75 dólares por disputar un partido en Hinckley, Illinois. Cambió su nombre por el de Harlem Globetrotters, a pesar de que el equipo era enteramente de Chicago, con el fin de indicar que todos sus jugadores eran afroamericanos. En los primeros años, los Trotters eran un equipo serio, consiguiendo un balance de resultados de 101 victorias y 6 derrotas en su primer año, 145-13 en 1928 y 151-13 en 1929. Ante la dificultad de encontrar equipos con los que enfrentarse, dada la calidad del suyo, en 1929 concibió la idea de crear un espectáculo que combinara el baloncesto con el espectáculo y la comedia, convirtiéndose pronto en una de las grandes atracciones del país.
En 1940 el equipo ganó el World Basketball Championship, un campeonato oficioso de clubes disputado en Estados Unidos, y en 1943 y 1944 ganó la International Cup. Durante muchos años, el equipo se convirtió en una atracción que recorrió más de 80 países de los cinco continentes, siendo estrellas de la televisión y de las películas, con la etiqueta de "el Barnum del Baloncesto", siendo reconocidos como el número uno de los Embajadores de Buena Voluntad de Estados Unidos. Tras la Segunda Guerra Mundial iniciaron su gira por el mundo, llegando a convocar a 75.000 espectadores en el Estadio Olímpico de Berlín en 1951.
En 1951 intentó sin éxito que el equipo se convirtiera en una franquicia de la NBA, por lo que decidió crear la American Basketball League, de la cual fue comisionado entre 1961 y 1962. La liga desapareció 18 meses después de su creación, y Saperstein perdió más de un millón de dólares. Sin embargo, algo quedó de aquella experiencia, ya que la línea de tres puntos, originaria de la ABL, fue adoptada en 1967 por la ABA, y en la actualidad está asimilada por todas las competiciones del mundo.
Siguió viajando por el mundo como entrenador y propietario del equipo, hasta su fallecimiento, en 1966. En 1970 fue incluido en el Basketball Hall of Fame.